# Opuntia atropes
Opuntia atropes là một loài thực vật có hoa trong họ Cactaceae. Loài này được Rose mô tả khoa học đầu tiên năm 1908.